# KKN. Деревня танцев
«ККN. Деревня танцев» (индон. KKN Di Desa Penari)—  индонезийский сверхъестественный фильм ужасов 2022 года, снятый режиссёром Ави Сурьяди по мотивам вирусной тренд-ленты в Twitter с таким же названием (позже переписанной как роман). SimpleMan, спродюсированный MD Pictures и её дочерней компанией Pichouse Films. Фильм вышел в прокат 30 апреля 2022 года, хотя ранее его планировали выпустить 19 марта 2020 года, а затем 24 февраля 2022 года, но обе даты были перенесены из-за пандемии COVID-19. После выхода в прокат фильм стал самым кассовым фильмом за истории Индонезийского кинематографа.

## Сюжет
Шесть студентов отправились в отдалённую деревню для проведения общественно-исследовательских работ по студенческой программе «KKN». Староста сразу предупреждает приезжих, чтобы те ни в коем случае не выходили за ворота, которые ведут в таинственное место, связанное с духом погибшей танцовщицы.

## В ролях
- Адинда Томас[англ.] — Видья
- Агнини Хак[англ.] — Аю
- Лидия Канду[англ.] — мать Видьи
- Тисса Бьянни — Нур
- Ахмад Мегантара — Бима
- Кэлвин Джереми — Антон
- Фаджар Нуграха — Вахью
- Кики Нарендра — Прабу
- Сара Аулия — Бадаравухи
- Ата Рак — Сундари
- Делаю Боненг — Мбах Буйут
- Деви Шри — Мбах Док
- Андри Мешади — Ильхам

## Реакция
Фильм «KKN. Деревня танцев» вошёл в историю как самый кассовый фильм индонезийского кинематографа, собрав при показе по меньшей мере 9 233 847 зрителей по состоянию на 8 сентября 2022 года. По количеству просмотров фильм обошёл картину «Warkop DKI Reborn: Jangkrik Boss!» режиссёра Анги Умбары, которая шесть лет удерживала позицию самого кассового индонезийского фильма.